# گزنه‌ایان
گزنه‌ایان (Urticaceae) تیره‌ای از گل‌سرخ‌سانان درختچه‌ای یا علفی یا بالارونده و به‌ندرت درختی با ۴۹ سرده و ۵۵۰ گونه که در تمام جهان می‌رویند؛ برگهای آنها گوشواره دارد و حاشیه‌شان معمولاً کامل است و گل‌هایشان غالباً تک‌جنسی، اما گیاه یک‌پایه یا دوپایه است.

## نگارخانه

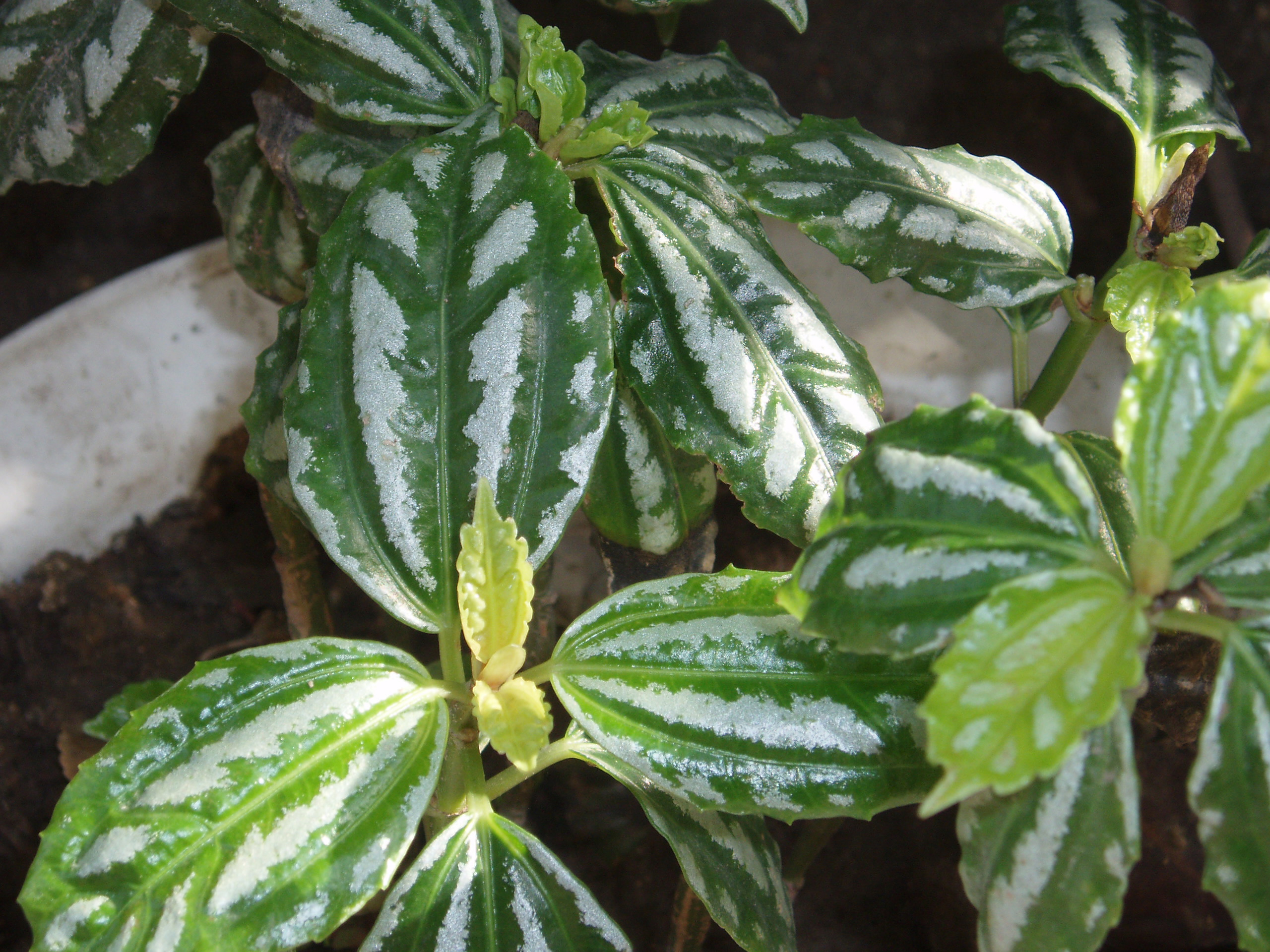
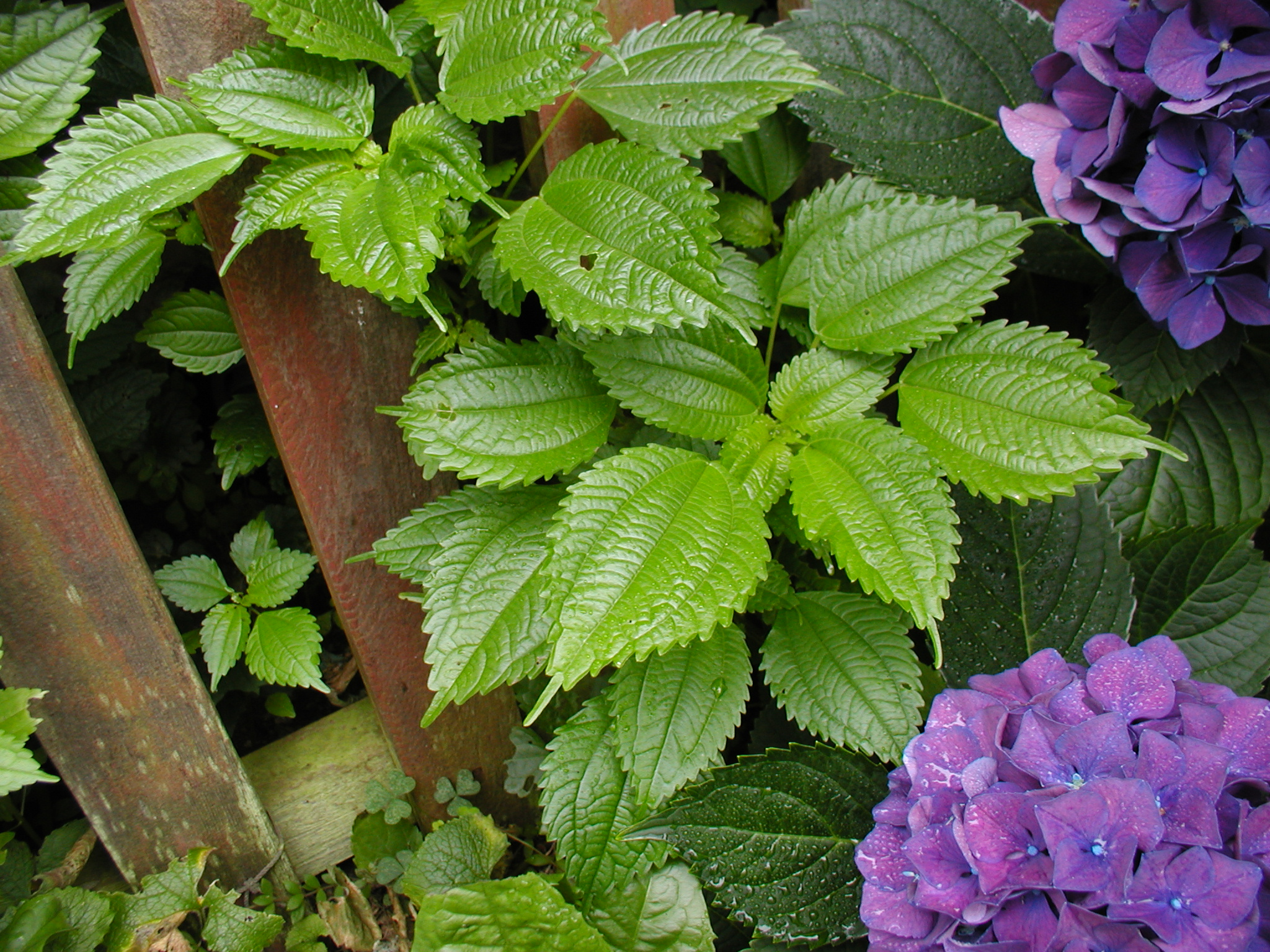
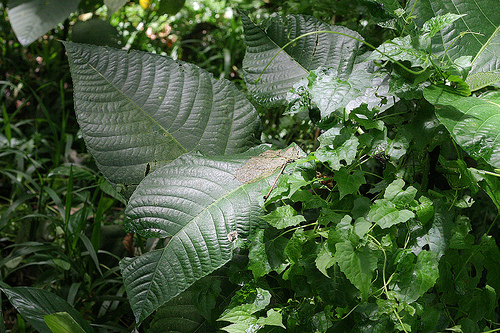
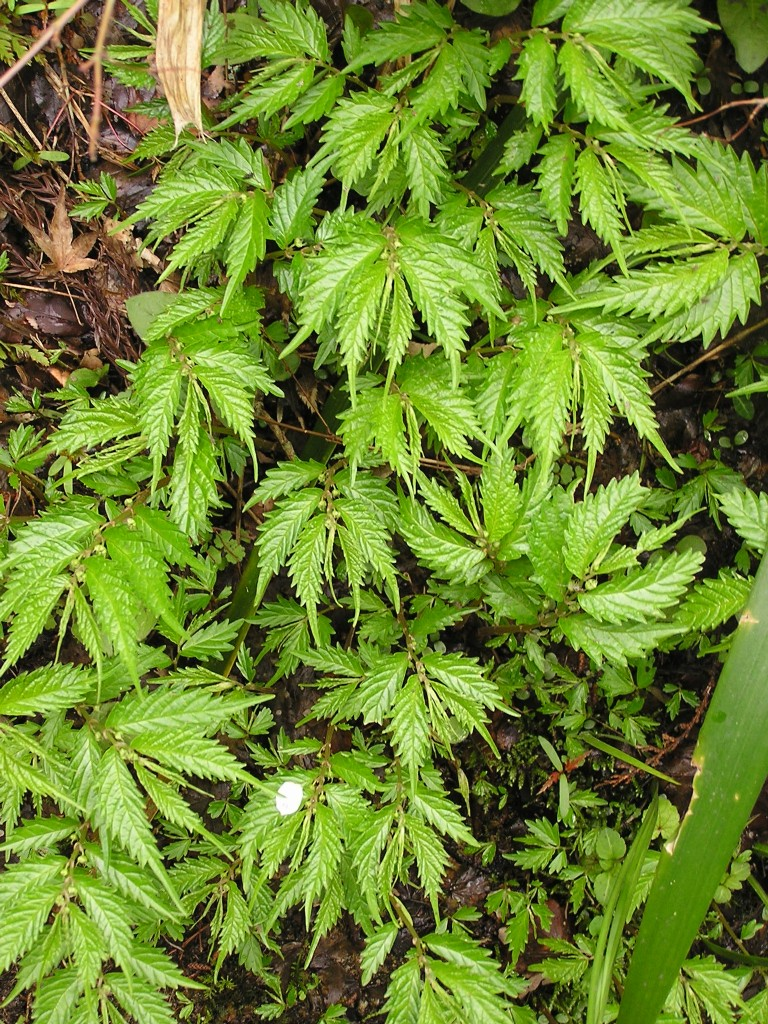
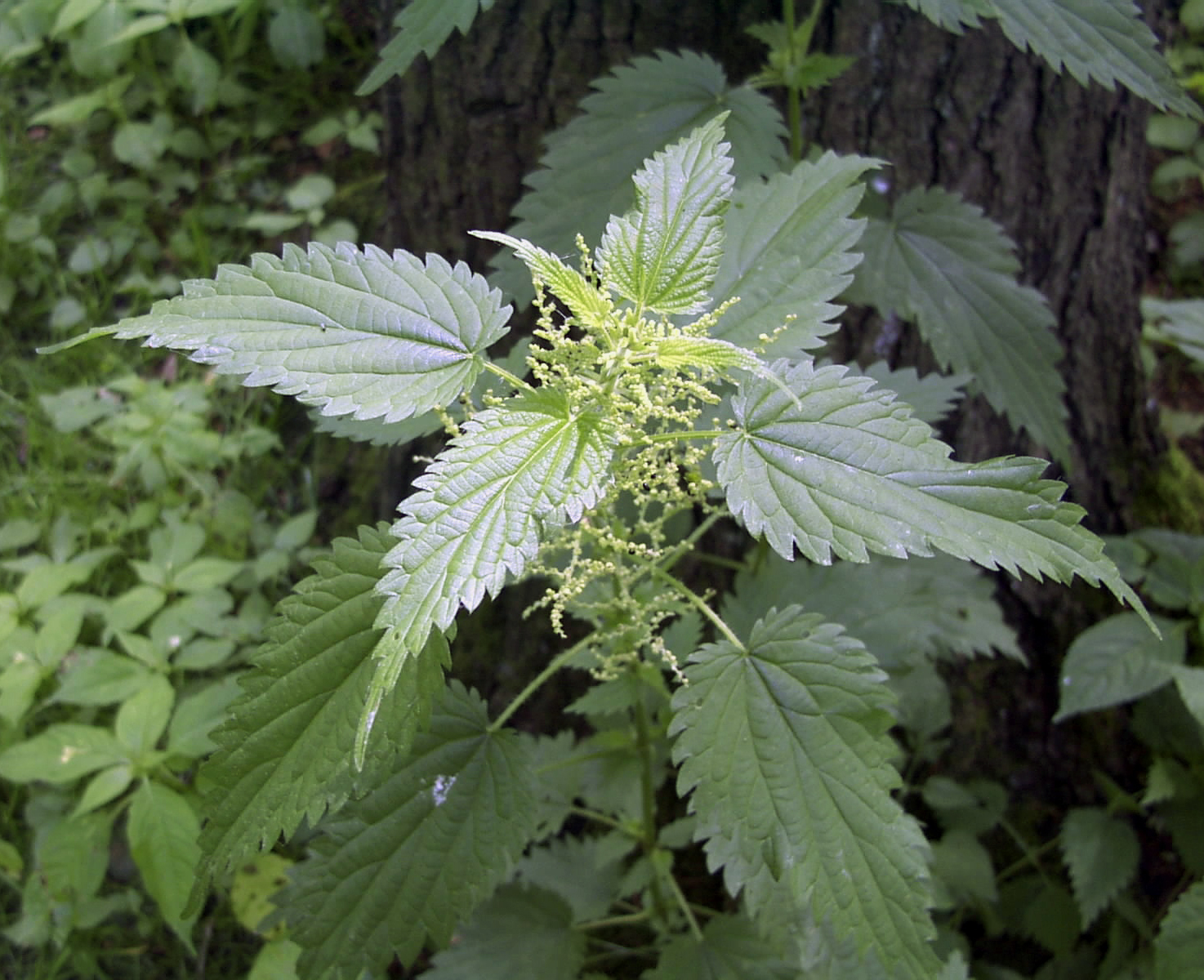
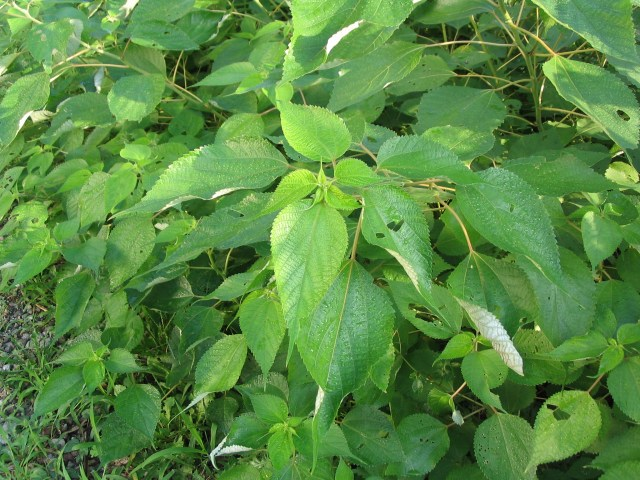
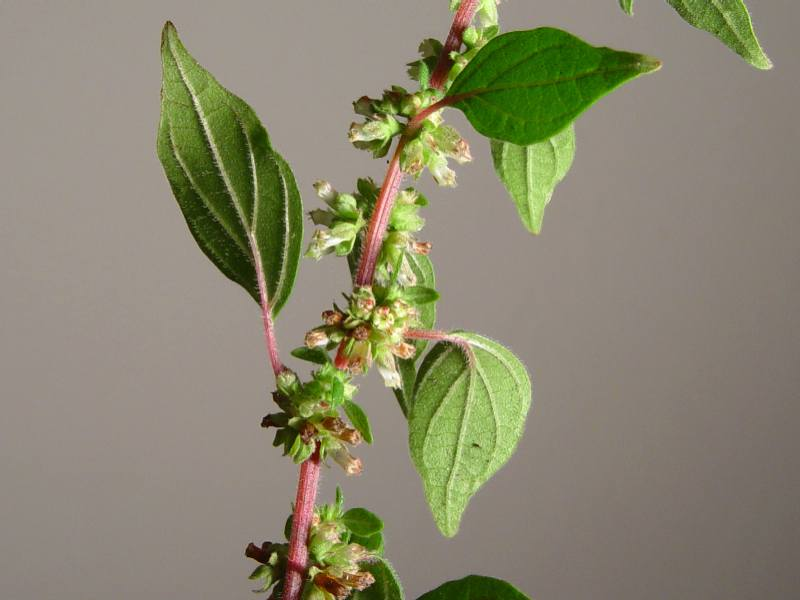
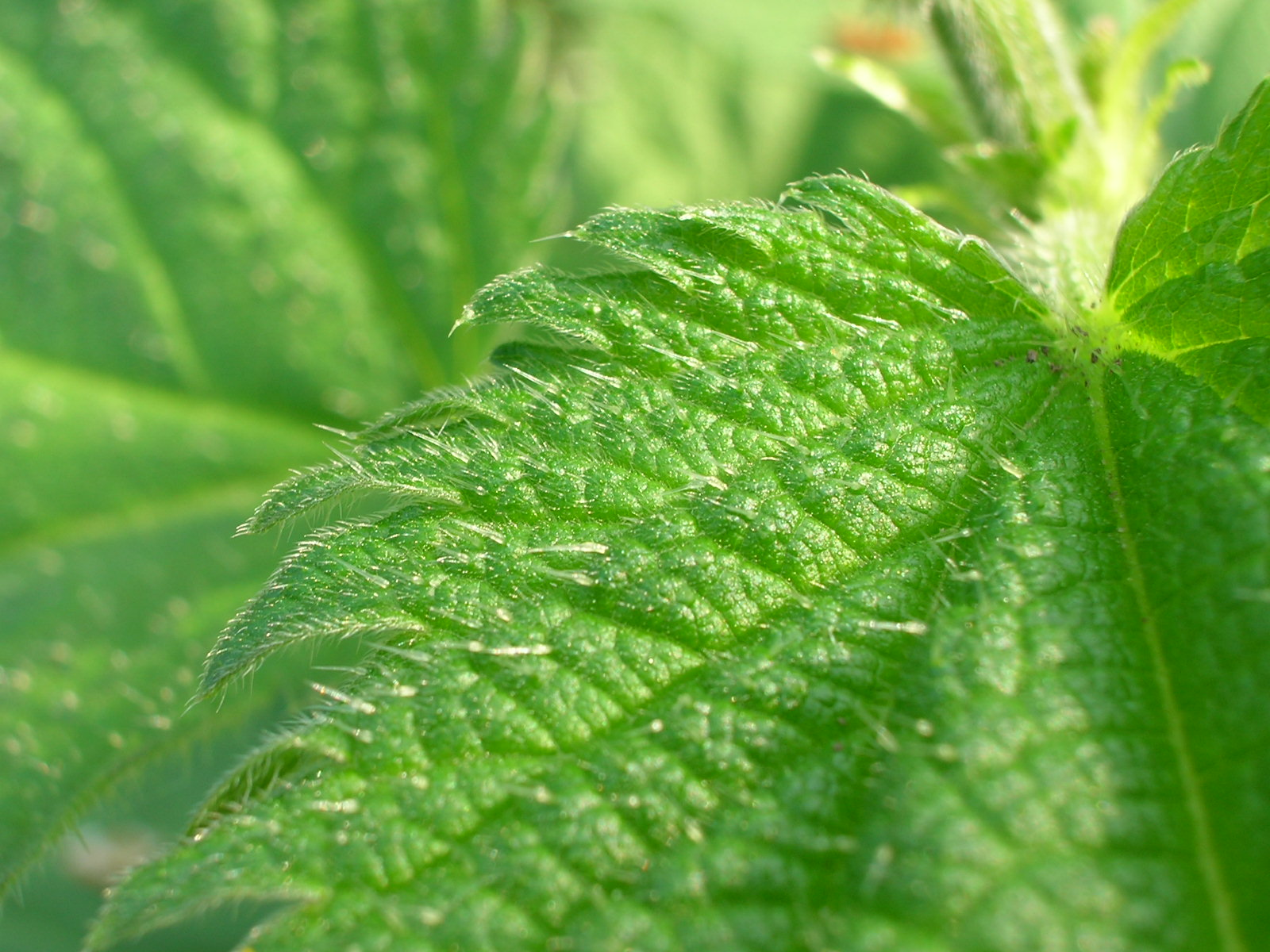